# Demonic
Demonic е седми студиен албум на американската траш метъл група Testament. Издаден е на 9 юни 1997 г. от Burnt Offerings.

## Обща информация
В интервю през 1999 г., Ерик Питърсън описва как обложката изобразява вид африкански екзорсизъм, където е направена дървена маска да покаже обладаната жертва. Пирони са забити в маската на страдащия от зъл дух човек.
„Demonic“ включва единадесет песни, в отклонение от предишните албуми с много по-мрачен дет метъл звук, отразявайки екзорсистката тема на албума. Песни като „John Doe“ и „Hatreds Rise“ се открояват като примери, отбелязвайки цялостната тежка промяна.

## Състав
- Чък Били – вокали
- Ерик Питърсън – китара
- Дерeк Рамирес – бас
- Джийн Хоглън – барабани

## Песни
| 1.    | Demonic Refusal      | 5:21 |
| 2.    | The Burning Times    | 5:15 |
| 3.    | Together as One      | 4:17 |
| 4.    | Jun-Jun              | 3:43 |
| 5.    | John Doe             | 3:11 |
| 6.    | Murky Waters         | 3:00 |
| 7.    | Hatred's Rise        | 3:15 |
| 8.    | Distorted Lives      | 3:36 |
| 9.    | New Eyes of Old      | 3:00 |
| 10.   | Ten Thousand Thrones | 4:37 |
| 11.   | Nostrovia            | 1:32 |
| 40:47 |                      |      |